# Kleinbahn-Gesellschaft Greifswald–Jarmen
| |                                |                            |                            |
| Kursbuchstrecke: | 125b (1944), 112d, 112e (1934) |                            |                            |
| Spurweite: | 750 mm (Schmalspur)            |                            |                            |
| |                                |                            |                            |
| \| \| \| von Stralsund (Staatsbahn) \| \| \| \| 0,0 \| Greifswald \| Greifswald \| \| \| \| nach Wolgast \| \| \| \| 0,5 \| Greifswald Landesbahn \| Greifswald Landesbahn \| \| \| 5,2 \| Klein Schönwalde \| Klein Schönwalde \| \| \| \| nach Züssow (Staatsbahn) \| \| \| \| 6,5 \| Potthagen-Weitenhagen \| Potthagen-Weitenhagen \| \| \| 9,9 \| Grubenhagen \| Grubenhagen \| \| \| 13, 0,0 \| Busdorf \| Busdorf \| \| \| \| \| \| \| \| 1,5 \| Neu Dargelin \| Neu Dargelin \| \| \| 2,8 \| Dargelin \| Dargelin \| \| \| 5,2 \| Alt Negentin \| Alt Negentin \| \| \| 6,2 \| Neu Negentin \| Neu Negentin \| \| \| 7,2 \| Sestelin \| Sestelin \| \| \| 8,9 \| Klein Zastrow \| Klein Zastrow \| \| \| 14,8 \| Behrenhoff \| Behrenhoff \| \| \| 17,8 \| Kammin \| Kammin \| \| \| 19,3 0,0 \| Dargezin \| Dargezin \| \| \| \| \| \| \| \| 0,5 \| Dargezin Gut \| Dargezin Gut \| \| \| 2,1 \| Fritzow \| Fritzow \| \| \| 3,5 \| Kölzin Weiche \| Kölzin Weiche \| \| \| 5,4 \| Gribow \| Gribow \| \| \| 7,8 \| Ranzin \| Ranzin \| \| \| \| von Greifswald \| \| \| \| 11,4 \| Züssow Landesbahn \| Züssow Landesbahn \| \| \| \| nach Anklam \| \| \| \| 21,3 \| Vargatz \| Vargatz \| \| \| 22,9 0,0 \| Gützkow-Wieck \| Gützkow-Wieck \| \| \| \| \| \| \| \| 2,0 \| Gützkow Stärkefabrik \| Gützkow Stärkefabrik \| \| \| 6,1 \| Gützkow Fähre \| Gützkow Fähre \| \| \| 26,9 \| Neuendorf \| Neuendorf \| \| \| \| Peene \| \| \| \| 28,9 \| Jarmen \| Jarmen \| \| \| \| vom Hafen; zur MPSB \| \| \| \| \| nach Demmin zur DKBO \| \| |                                |                            |                            |
| Strecke |                                | von Stralsund (Staatsbahn) | von Stralsund (Staatsbahn) |
| Bahnhof | 0,0                            | Greifswald                 | Greifswald                 |
| Abzweig ehemals geradeaus und nach links · Abzweig ehemals quer und von rechts |                                | nach Wolgast               | nach Wolgast               |
| Haltepunkt / Haltestelle (Strecke außer Betrieb) · ehemaliger Haltepunkt / Haltestelle | 0,5                            | Greifswald Landesbahn      | Greifswald Landesbahn      |
| Haltepunkt / Haltestelle (Strecke außer Betrieb) · ehemaliger Haltepunkt / Haltestelle | 5,2                            | Klein Schönwalde           | Klein Schönwalde           |
| Strecke (außer Betrieb) · Strecke nach links |                                | nach Züssow (Staatsbahn)   | nach Züssow (Staatsbahn)   |
| Haltepunkt / Haltestelle (Strecke außer Betrieb) | 6,5                            | Potthagen-Weitenhagen      | Potthagen-Weitenhagen      |
| Haltepunkt / Haltestelle (Strecke außer Betrieb) | 9,9                            | Grubenhagen                | Grubenhagen                |
| Haltepunkt / Haltestelle (Strecke außer Betrieb) | 13, 0,0                        | Busdorf                    | Busdorf                    |
| Strecke von links (außer Betrieb) · Abzweig geradeaus und nach rechts (Strecke außer Betrieb) |                                |                            |                            |
| Dienststation / Betriebs- oder Güterbahnhof (Strecke außer Betrieb) · Strecke (außer Betrieb) | 1,5                            | Neu Dargelin               | Neu Dargelin               |
| Dienststation / Betriebs- oder Güterbahnhof (Strecke außer Betrieb) · Strecke (außer Betrieb) | 2,8                            | Dargelin                   | Dargelin                   |
| Dienststation / Betriebs- oder Güterbahnhof (Strecke außer Betrieb) · Strecke (außer Betrieb) | 5,2                            | Alt Negentin               | Alt Negentin               |
| Dienststation / Betriebs- oder Güterbahnhof (Strecke außer Betrieb) · Strecke (außer Betrieb) | 6,2                            | Neu Negentin               | Neu Negentin               |
| Dienststation / Betriebs- oder Güterbahnhof (Strecke außer Betrieb) · Strecke (außer Betrieb) | 7,2                            | Sestelin                   | Sestelin                   |
| Betriebs-/Güterbahnhof Streckenende (Strecke außer Betrieb) · Strecke (außer Betrieb) | 8,9                            | Klein Zastrow              | Klein Zastrow              |
| Haltepunkt / Haltestelle (Strecke außer Betrieb) | 14,8                           | Behrenhoff                 | Behrenhoff                 |
| Haltepunkt / Haltestelle (Strecke außer Betrieb) | 17,8                           | Kammin                     | Kammin                     |
| Haltepunkt / Haltestelle (Strecke außer Betrieb) | 19,3 0,0                       | Dargezin                   | Dargezin                   |
| Abzweig geradeaus und nach links (Strecke außer Betrieb) · Strecke von rechts (außer Betrieb) |                                |                            |                            |
| Strecke (außer Betrieb) · Haltepunkt / Haltestelle (Strecke außer Betrieb) | 0,5                            | Dargezin Gut               | Dargezin Gut               |
| Strecke (außer Betrieb) · Haltepunkt / Haltestelle (Strecke außer Betrieb) | 2,1                            | Fritzow                    | Fritzow                    |
| Strecke (außer Betrieb) · Haltepunkt / Haltestelle (Strecke außer Betrieb) | 3,5                            | Kölzin Weiche              | Kölzin Weiche              |
| Strecke (außer Betrieb) · Haltepunkt / Haltestelle (Strecke außer Betrieb) | 5,4                            | Gribow                     | Gribow                     |
| Strecke (außer Betrieb) · Haltepunkt / Haltestelle (Strecke außer Betrieb) | 7,8                            | Ranzin                     | Ranzin                     |
| Strecke (außer Betrieb) · Abzweig ehemals geradeaus und von links |                                | von Greifswald             | von Greifswald             |
| Strecke (außer Betrieb) · Bahnhof | 11,4                           | Züssow Landesbahn          | Züssow Landesbahn          |
| Strecke (außer Betrieb) · Strecke nach links |                                | nach Anklam                | nach Anklam                |
| Haltepunkt / Haltestelle (Strecke außer Betrieb) | 21,3                           | Vargatz                    | Vargatz                    |
| Haltepunkt / Haltestelle (Strecke außer Betrieb) | 22,9 0,0                       | Gützkow-Wieck              | Gützkow-Wieck              |
| Abzweig geradeaus und nach links (Strecke außer Betrieb) · Strecke von rechts (außer Betrieb) |                                |                            |                            |
| Strecke (außer Betrieb) · Dienststation / Betriebs- oder Güterbahnhof (Strecke außer Betrieb) | 2,0                            | Gützkow Stärkefabrik       | Gützkow Stärkefabrik       |
| Strecke (außer Betrieb) · Betriebs-/Güterbahnhof Streckenende (Strecke außer Betrieb) | 6,1                            | Gützkow Fähre              | Gützkow Fähre              |
| Haltepunkt / Haltestelle (Strecke außer Betrieb) | 26,9                           | Neuendorf                  | Neuendorf                  |
| Brücke über Wasserlauf (Strecke außer Betrieb) |                                | Peene                      | Peene                      |
| Bahnhof (Strecke außer Betrieb) | 28,9                           | Jarmen                     | Jarmen                     |
| Abzweig geradeaus und von links (Strecke außer Betrieb) |                                | vom Hafen; zur MPSB        | vom Hafen; zur MPSB        |
| Strecke (außer Betrieb) |                                | nach Demmin zur DKBO       | nach Demmin zur DKBO       |

Die Kleinbahn-Gesellschaft Greifswald–Jarmen (GJK) wurde am 24. Oktober 1896 gegründet. Sie erschloss in Neuvorpommern die Umgebung der Universitätsstadt Greifswald zwischen dem Ryck im Norden und der Peene im Süden. An der Aufbringung des Kapitals beteiligten sich die Provinz Pommern und die staatliche Domänenverwaltung, ferner Kreis, Stadt und Universität Greifswald, die Stadt Gützkow, die Gemeinde Weitenhagen sowie mehrere Rittergutsbesitzer.

## Geschichte
Das in der Spurweite von 750 Millimetern erbaute Kleinbahnnetz im Umfang von 49 Kilometern wurde am 16. September 1897 eröffnet. Von Greifswald führte die Strecke nach Süden über Busdorf, wo erst ab 23. März 1912 eine nur dem Güterverkehr dienende Stichbahn nach Klein Zastrow (8,93 km) abzweigte, nach Dargezin. Hier teilte sich der Schienenstrang: in östlicher Richtung erreichte man Züssow an der Staatsbahnstrecke Stralsund–Greifswald–Pasewalk, in südwestlicher Richtung führte er weiter über Gützkow-Wieck nach Jarmen, wo Anschlüsse zur Mecklenburg-Pommerschen Schmalspurbahn und zu den Demminer Kleinbahnen Ost hergestellt wurden. Jarmen lag jenseits der Peene, die auf einer Drehbrücke überquert wurde.
In Gützkow-Wieck ging für den Güterverkehr eine vier Kilometer lange Zweigbahn zur Stärkefabrik und weiter zur Gützkower Fähre am Peenefluss ab. Da der Kleinbahnhof Greifswald etwa 800 Meter vom Staatsbahnhof entfernt lag, wurde schon im Jahr 1898 die Abfahrtstelle der Züge dorthin verlängert.
Die Betriebsführung übernahm zunächst die Baufirma Lenz & Co., die ebenso die benachbarte Kleinbahngesellschaft Greifswald–Wolgast betrieb, bis sie 1910 an die Kleinbahnabteilung des Provinzialverbandes Pommern in Stettin abgegeben wurde. Nach deren Auflösung trat 1920 an ihre Stelle die Vereinigung vorpommerscher Kleinbahnen und 1937/1938 die Landesbahndirektion Pommern. Die Pommerschen Landesbahnen übernahmen diese beiden Gesellschaften mit Wirkung vom 1. Januar 1940 unter der Bezeichnung „Greifswalder Bahnen“ mit einer Streckenlänge von 107 Kilometern und unterstellten sie dem Landesbahnamt in Greifswald. Gleichzeitig wurde dieser Verwaltung auch die Anklamer Bahn zugeteilt, nachdem die Kleinbahngesellschaft Anklam-Lassan ebenfalls ihre Selbständigkeit verloren hatte.
Die insgesamt günstige Entwicklung der Kleinbahn im Personen- und Güterverkehr fand ihr Ende, als die Front im Zweiten Weltkrieg auch Vorpommern erreichte. Am 30. April 1945 wurde der Betrieb endgültig eingestellt. Die Gleise wurden abgebaut und zusammen mit einem Teil der Fahrzeuge als Reparation in die Sowjetunion transportiert.

## Fahrzeuge
| Typ/Baureihe | Betriebsnummer | Betriebsnummer          | Bauart   | Baujahr   | Bemerkung                                                                                     |
| Typ/Baureihe | GJK            | Pommersche Landesbahnen | Bauart   | Baujahr   | Bemerkung                                                                                     |
| ------------ | -------------- | ----------------------- | -------- | --------- | --------------------------------------------------------------------------------------------- |
| Lenz-Typ m   | 1m–4m          | 212–215                 | B n2t    | 1897      | 1945 als Reparationsleistung an die Sowjetunion abgegeben                                     |
| Lenz-Typ M   | 10M            | 254                     | D n2t    | 1913      | 1931 an die AG der Demminer Kleinbahnen West abgegeben                                        |
| Lenz-Typ Mh  | 11Mh           | 260                     | D h2t    | 1925      | 1945 als Reparationsleistung an die Sowjetunion abgegeben                                     |
|              | T 1 und T 2    | 1081 und 1082           | (1A)(A1) | 1934/1936 | T 1 1942 von Rügensche Kleinbahnen, 1945 als Reparationsleistung an die Sowjetunion abgegeben |

## Galerie

Bahnhof Wieck-Gützkow der GJK 1897
Drehbrücke der GJK über die Peene zwischen Breechen und Jarmen 1897
Arbeitsrotte der GJK bei Wieck-Gützkow 1900
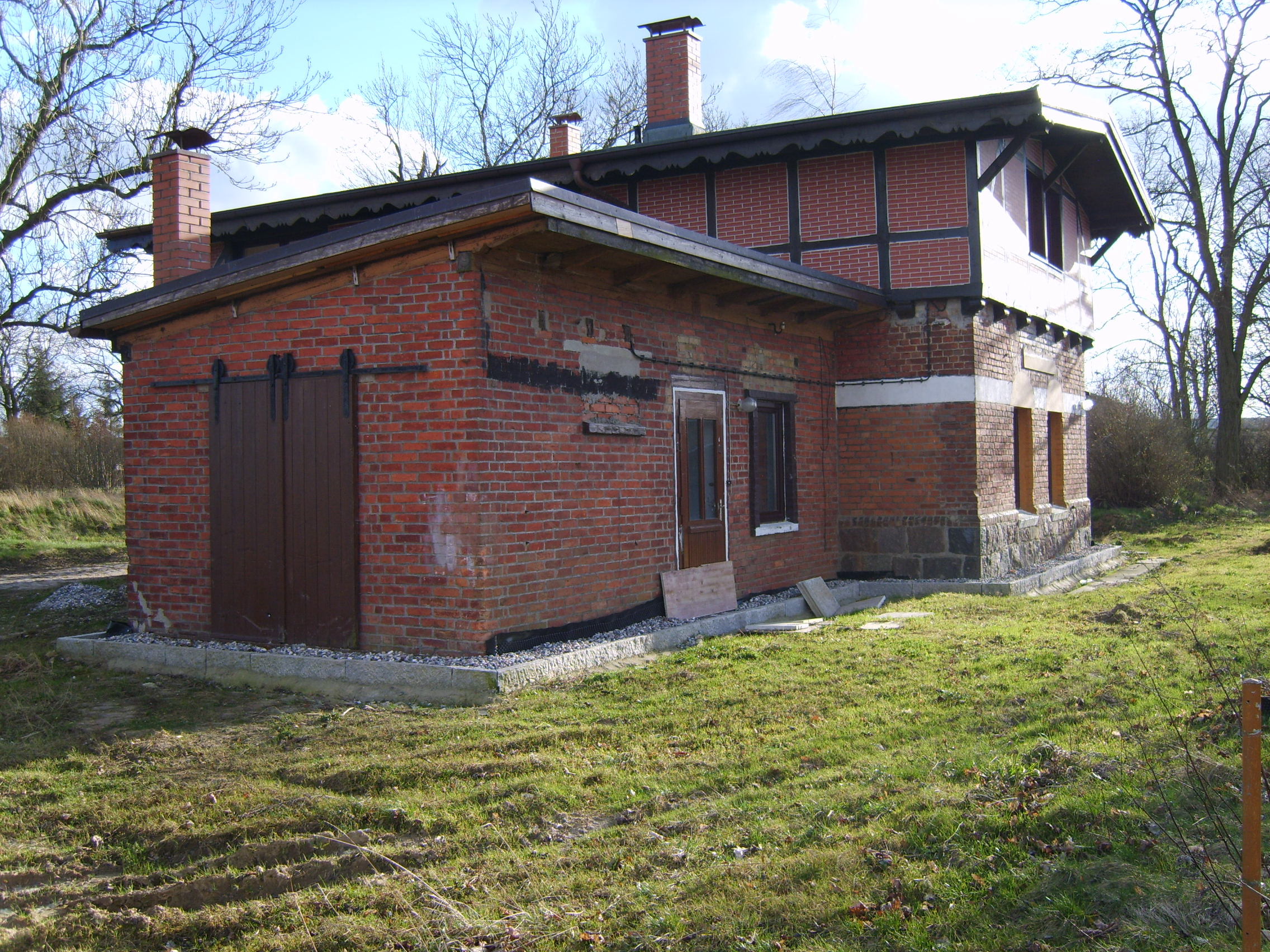
Bahnhof Wieck-Gützkow der GJK